# Лаурентин, принцесса Нидерландская
Лауренти́н, принцесса Нидерландская (нидерл. Princess Laurentien of the Netherlands), урождённая — Пе́тра Лоренти́н Бри́нкхорст (нидерл. Petra Laurentien Brinkhorst; 25 мая 1966, Лейден, Южная Голландия, Нидерланды) — принцесса Нидерландская.

## Биография
Петра Лаурентин Бринкхорст родилась 25 мая 1966 года в Лейдене (Южная Голландия, Нидерланды) в семье политика Лоренса Яна Бринкхорста (род. 1937) и его жены Янтин Бринкхорст (Херинга; род. 1935), которые женаты с начала 1960-х годов. У Лаурентин есть старший брат — Мариус Бринкхорст (род. 1964).

## Личная жизнь
С 17 мая 2001 года Лаурентин замужем за принцем Константином Нидерландским (род. 1969). У супругов есть трое детей: 
- дочь Элоизе Софи Беатрикс Лоренс, графиня Оранская-Нассау (род.08.06.2002)
- сын  Клаус-Казимир Бернард Мариус Макс, граф Оранский-Нассау (род. 21.03.2004)
- дочь  Леонор Мари Ирене Энрика, графиня Оранская-Нассау (род. 03.06.2006).